# بنوخلف
بنوخلف (به کردی بنێوخەڵەف)، روستایی است از توابع بخش مرکزی شهرستان سردشت استان آذربایجان غربی ایران.

## جمعیت
این روستا در دهستان بریاجی قرار داشته و بر اساس سرشماری سال ۱۳۹۵ جمعیت آن ۴۲۲ نفر (۸۳ خانوار)
بوده‌است.